# Alexander Grigorjewitsch Chruschtschow

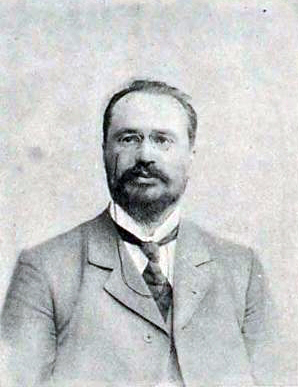
Alexander Grigorjewitsch Chruschtschow

Alexander Grigorjewitsch Chruschtschow (russisch Александр Григорьевич Хрущов; * 7. Januarjul. / 19. Januar 1872greg. in Moskau; † 1932 in Machindschauri, Adscharische Autonome Sozialistische Sowjetrepublik) war ein russischer Ökonom und Politiker.

## Leben
Chruschtschow stammte aus einer Familie des erblichen Adels des Ujesd Semljansk im Gouvernement Woronesch. Sein Großvater Iwan Alexejewitsch Chruschtschow war Generalmajor der Kaiserlich Russischen Armee während der Koalitionskriege. Chruschtschows Vater Grigori Iwanowitsch Chruschtschow war Herr des Guts Chruschtschowo und wie sein Bruder stimmberechtigtes Mitglied der Ujesd-Landversammlung. Chruschtschow besuchte das Gymnasium in Woronesch und studierte dann an der physikalisch-mathematischen Fakultät der Universität Moskau, die er als Kandidat verließ.
Darauf kehrte Chruschtschow in seine Heimat zurück und war stimmberechtigtes Mitglied im Ujesd-Semstwo und im Gouvernement-Semstwo. Er wurde Mitglied des Ujesd-Schulrats und Aufseher der Landschule in Malaja Wereika im Rajon
Semiluki, für die dank seiner Hilfe das erste Schulgebäude erbaut wurde. 1901 wurde er Präsident des Landamts des Ujesd Semljansk als Nachfolger Pjotr Jakowlewitsch Rostowzews.
Im Verlauf der Revolution 1905 nahm Chruschtschow am Kongress der Land- und Stadtvertreter in Moskau teil. Er wurde Mitglied der Kadetten. Im April 1906 wurde er von der Wahlversammlung des Gouvernements Woronesch in die erste Staatsduma gewählt und war Mitglied der Kadettenfraktion. Er wurde Mitglied der Postauswertungskommission und der Budgetkommission. Er unterstützte das Gesetzgebungsprojekt zur bürgerlichen Gleichstellung und beteiligte sich an der Debatte zur Agrarfrage.
Am 10. Julijul. / 23. Juli 1906greg. unterzeichnete Chruschtschow in Wyborg das Wyborger Manifest der Duma-Abgeordneten, worauf er zu 3 Monaten Gefängnis und Verlust des Wahlrechts verurteilt wurde. Im Januar 1907 sollte er sich vor dem Adelsmarschall des Gouvernements Woronesch Alexander Iwanowitsch Alexin verantworten. Chruschtschow erschien nicht und schickte auch keine Erklärung. Darauf wurde er nur verwarnt, und der Versuch, ihm den Adelsrang zu nehmen, blieb erfolglos.
Chruschtschow war 7 Jahre lang Gutachter der Woronescher Filiale der Bauernbank. 1913–1915 leitete er zusammen mit seinem Bruder K. G. Chruschtschow den Bau des von J. N. Rukawischnikowa gegründeten Sanatoriums für Nervenkranke in der Nähe des Bahnhofs Krjukowo.
Auf dem VI. Kongress der Kadetten im Februar 1916 wurde Chruschtschow in das Zentralkomitee gewählt. Nach der Februarrevolution leitete er im März 1917 das Semgor (Komitee der Semstwounion und der Städteunion zur Unterstützung der Regierung bei den Weltkriegsanstrengungen). Gleichzeitig wurde er Vizelandwirtschaftsminister neben Landwirtschaftsminister Andrei Iwanowitsch Schingarjow in der Provisorischen Regierung. Auf dem VIII. Kongress der Kadetten im Mai 1917 wurde er als Mitglied des Zentralkomitees bestätigt. Ende Mai 1917 wurde er Vizefinanzminister und führte in der Julikriste das Finanzministerium. Im Oktober 1917 vertrat er das Finanzministerium im Ökonomischen Hauptkomitee. Er kandidierte für die Verfassunggebende Versammlung, wurde aber nicht gewählt.
Am Tag der Oktoberrevolution besetzte Wjatscheslaw Rudolfowitsch Menschinski mit einer Abteilung Soldaten das Finanzministerium an der Moika. Er erklärte, dass die Provisorische Regierung abgesetzt und er als Kommissar zur Leitung des Finanzministeriums eingesetzt sei. Der Finanzminister der Provisorischen Regierung Michail Wladimirowitsch Bernazki befand sich im Winterpalast und schickte Chruschtschow zu Verhandlungen ins Finanzministerium. Chruschtschow bestritt die Absetzung der Provisorischen Regierung und wies die Beamten an, den Anordnungen des Kommissars nicht zu folgen. Nach der Erinnerung Pawel Nikolajewitsch Maljantowitschs war der Winterpalast noch bis 16 h zugänglich, so dass Chruschtschow dem Finanzminister dort Bericht erstatten konnte. Damit war Chruschtschow der letzte Beamte, der den Kontakt mit dem belagerten Winterpalast hielt. Nachdem die Kadetten zur Partei der Volksfeinde erklärt worden war, wurde Chruschtschow verhaftet und 5 Monate lang im Gefängnis festgesetzt.
In der ersten Hälfte 1919 nahm Chruschtschow an Versammlungen des Allrussischen Nationalen Zentrums teil, ohne jedoch Mitglied zu sein. Im Zusammenhang mit dem Verfahren gegen das antibolschewistische Taktische Zentrum wurde Chruschtschow verhaftet und mit der Verpflichtung zur Nichtausreise wieder freigelassen. Am 9. August 1920 wurde das Verfahren gegen ihn aufgrund einer Amnestie fallen gelassen, da er nicht aktiv in der konterrevolutionären Organisation mitgearbeitet hatte.

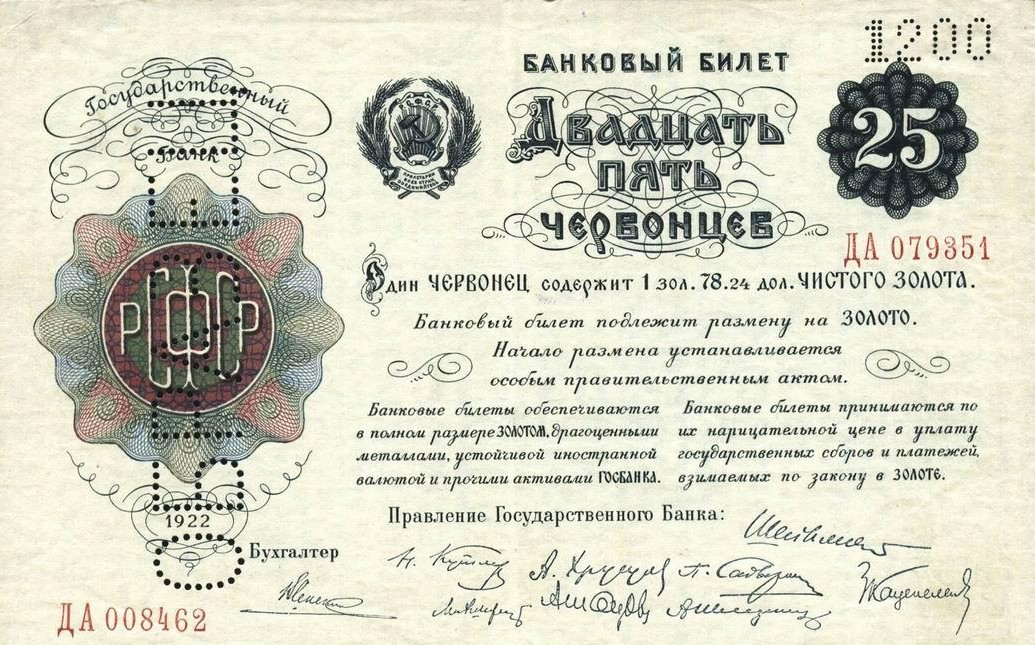
25-Tscherwonez-Banknote (1922)

1922–1924 war Chruschtschow Vorstandsmitglied der Staatsbank. Er war einer der Organisatoren der Geldreform, so dass 1922–1926 seine Unterschrift auf Tscherwonez-Banknoten zu finden war. 1924 überprüfte er die Staatsbankfilialen in Sibirien und Fernost und bereitete den Kauf der Ostchinesischen Eisenbahn vor. Er lebte in Swerdlowsk, Nowosibirsk und Irkutsk. Seine letzten Lebensjahre verbrachte er in einer Datsche in der Umgebung Batumis, wo er Pflanzen zur Gewinnung ätherischer Öle züchtete. Er wurde Berater des Trusts für Heilkräuterprodukte.
Chruschtschow war verheiratet mit Lidija Nikolajewna geborene Rownewa, die im Politischen Roten Kreuz mitgearbeitet hatte und im Zusammenhang mit dem Verfahren gegen das Taktische Zentrum zu drei Jahren Gefängnis auf Bewährung verurteilt wurde. Sie hatten einen Sohn und einen Enkel.